# Galathea acerata
Galathea acerata  (лат.) — вид неполнохвостых десятиногих ракообразных из семейства Galatheidae.

## Распространение
Индийский океан, побережье Западной Австралии, 19°57'S, 117°42'E, глубина 46 м.

## Описание
Мелкие ракообразные, длина тела около 0,5 см. Карапакс примерно равной длины и ширины. Рострум дорзовентрально сплющенный, треугольной формы с несколькими латеральными зубцами, в 1,6 раза длиннее своей ширины и равен 0,7 длины карапакса. Живут на мелководье. Galathea acerata сходен с видом Galathea longimana Paul’son, 1875 (Красное море).